# Ouarka

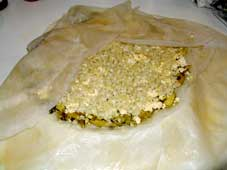
Płatki ouarki podczas przyrządzania basteli

Ouarka (arab. ‏ورقة‎, warqa) - rodzaj cienkiego jak papier, elastycznego ciasta, charakterystycznego dla kuchni Maghrebu, zwłaszcza popularnego w Maroku.
Ouarkę zwykle napełnia się różnego rodzaju farszami, następnie zwija bądź składa i smaży krótko we wrzącej oliwie, co nadaje jej chrupiącą konsystencję. W krajach Maghrebu przyrządzanie tego ciasta ma wielowiekową częstokroć tradycję rodzinną i wymaga dużej biegłości. Zajmują się tym wyspecjalizowane warsztaty rzemieślnicze. Lokalny skład produktu jest często tajemnicą pilnie strzeżoną przez wiele pokoleń. Powszechnie płatki ciasta kupuje się na lokalnych bazarach.
Słowo warqa oznacza cienki jak kartka lub liść.